# Ángel Mena
Ángel Israel Mena Delgado (Guaiaquil, 21 de janeiro de 1988) é um futebolista equatoriano que atua como atacante. Atualmente defende o Orense.

## Títulos

### Clubes
Emelec
- Campeonato Equatoriano: 2013, 2014, 2015, 2016

Cruz Azul
- Copa México: Apertura 2018

León
- Liga MX: Guardianes 2020
- Liga dos Campeões da CONCACAF: 2023

Pachuca
- Dérbi das Américas da FIFA: 2024
- Copa Challenger da FIFA: 2024